# 녹수청산대소안
《녹수청산대소안》(중국어 간체자: 绿水青山带笑颜, 정체자: 綠水青山帶笑顏, 병음: Lǜ shuǐ qīng shān dài xiào yán 뤼수이칭산다이샤오옌[*])은 2020년 방송되었던 중국의 드라마이다.

## 소개
- 도시의 젊은이들이 고향으로 돌아가 사업을 시작하고, 아름다운 시골 마을을 건설하는 이야기를 그린 드라마

## 등장 인물
- 양숴 (杨烁) - 허함 역
- 판즈린 - 두샤오위 역
- 마수 - 정비 역
- 우양 (于洋) - 심환가 역
- 류류 (刘流) - 두성누 역
- 신우석 (辛雨锡) - 유준 역
- 아남 (阿楠) - 친셍 역
- 지메이한 - 리샤오시 역
- 범명 (范明) - 심학보 역
- 징강산 (景岗山) - 유금서 역
- 공한린 (巩汉林) - 장대화 역